# Firenze–Róma nagysebességű vasútvonal

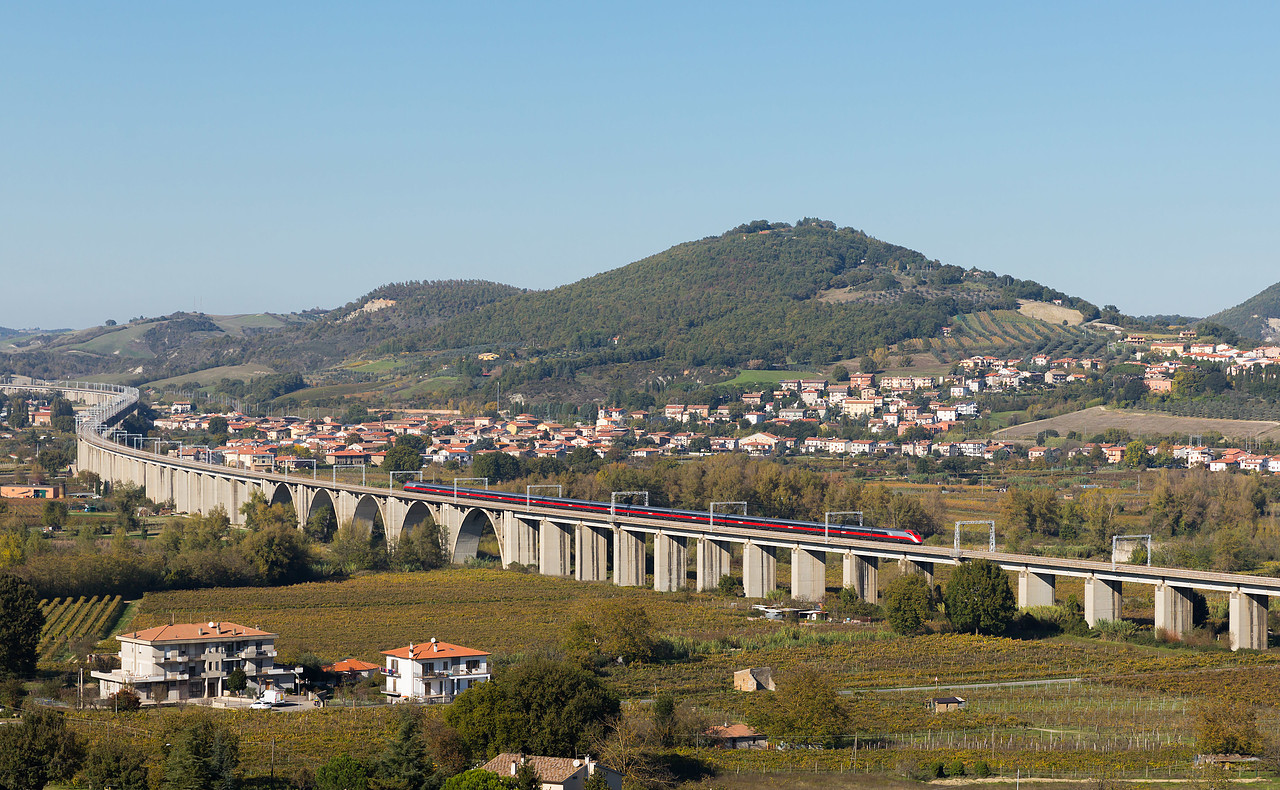
A Paglia viadukt

A Firenze–Róma nagysebességű vasútvonal egy 254 km hosszú, kétvágányú, 3 kV egyenárammal villamosított nagysebességű vasútvonal Olaszországban, Firenze és Róma között. Olaszul mint ferrovia direttissima Firenze-Roma ismert, mely jelentése "a legközvetlenebb Firenze – Róma vasútvonal" (rövidítve DD). Ez a névadás követi az 1927-ben megnyílt Róma–Formia–Nápoly Direttissima és az 1934-ben megnyílt Bologna–Firenze Direttissima névadási hagyományát.
Ez a vonal volt az első nagysebességű vasútvonal, amikor 1977 február 24-én megnyitották Európában. 1992. május 26-án készült el teljesen, a két város közötti leggyorsabb vonatok menetidejét 1 óra és 20 percre csökkentette. A Ferrovie dello Stato (az olasz államvasút) a régi vonalat Linea Lenta néven emlegeti (jelentése "lassú vonal", rövidítve LL), hogy megkülönböztesse a párhuzamos nagysebességű vonaltól. A régi vonalon napjainkban főleg a lassabb vonatok járnak.
A vonatok maximális sebessége 250 km/h. 2016-ban szerződést kötöttek az ETCS vasúti biztosítóberendezés 2. szintű telepítésére. A vonal az Európai Unió transzeurópai nagysebességű vasúti hálózatának 1. folyosójának része, amely összeköti Berlint Palermóval.

## Története
A Róma és Firenze közötti 315 kilométeres vasútvonalat több különböző társaság építette ki különböző vonalakból és különböző célokra és ennek eredményeként kanyargós és lassú volt. Az évek során számos tanulmány, javaslat és projekt készült a vonal kiegyenesítése érdekében, de semmi nem lett belőlük. A második világháború után végül úgy döntöttek, hogy új vonalat építenek, amely egyenesebb, gyorsabb és rövidebb (237,5 kilométer) lesz. Mint a régi Firenze-Róma vonal esetében ezt is jól integrálni kellett a meglévő vonallal, ahelyett, hogy leváltotta volna. A projektet 1968 végén és 1969 elején hagyták jóvá és finanszírozták. Ez volt az első nagysebességű vasúti projekt – abban az értelemben, amit ma a "nagysebességű vasút" jelent.
1970. június 25-én megkezdődött a projekt legfontosabb elemének a kidolgozása: az 5375 méter hosszú Paglia viadukt a Paglia folyó felett, amely 205 25 méter hosszú lineáris fesztávolságból és öt 50 méter hosszú ívű átívelésből áll. Ez a leghosszabb viadukt Európában. A Roma Terminitől Città della Pieve-ig tartó vonal első 138 kilométeres szakaszának építése öt évig tartott, de valójában csak 1977. február 24-én nyitották meg. Mérföldkő volt az olasz vasutak a történetében, de a későbbi előrehaladást számos, politikai jellegű akadály lelassította. Az alagút vezetésével kapcsolatos problémák miatt a vonalat Arezzo közelébe kellett átirányítani. A hivatalos megnyitóra egy FS E444 sorozatú mozdonyból és Voiture Gran Confort személykocsikból álló vonattal került sor.
A Città della Pieve és Arezzo közötti 51 kilométeres szakasz 1985. szeptember 29-én készült el; a Valdarno és Firenze közötti 20 kilométeres szakaszt 1986. május 30-án nyitották meg, végül 1992. május 26-án nyitották meg az Arezzo és Valdarno közötti 44 kilométeres szakaszt.

## A vonal
A vonal nagyrészt egyenes vonalú, maximális emelkedése 0,8%, nincs keresztező forgalom vagy bármilyen kereszteződés a közúti vagy vasúti forgalommal, a vágánytengely távolság négy méteres, hogy ellensúlyozza az egymással szemben elhaladó vonatok által keltett dinamikus hatásokat. A mozdonyvezetőkkel folytatott kommunikáció az olasz RS4 Codici vonatvédelmi rendszer átalakításából áll, a fülkében lévő jelek ismétlésével, kilenc kód és földjel segítségével a telefonos kommunikációhoz. Az ívek legkisebb sugara 3000 méter, ami 250 km/h üzemi sebességet tesz lehetővé. A két vágány kétirányú összeköttetése 16,2 kilométerenként lehetővé teszi a vonatok számára, hogy bármelyik vágányt mindkét irányban használni tudják, vagy ha szükséges, minden forgalom egyetlen vágányon működjön.
A síneket UIC 60 kilogramm/méter sínprofil alkalmazásával fektették le, villamosan hegesztett síneket 2,30 méter hosszú előfeszített vasbeton keresztaljakhoz rögzítve, egymástól 60 centiméter távolságra Pandrol leerősítéssel. A nagysebességű vonalak és a régi Firenze–Bologna vonalak közötti összeköttetéseket különszintű vágánykapcsolatokkal valósították meg a vonal felett vagy alatt, ahelyett, hogy egy szinten kereszteznék az ellentétes pályát. A két vonal közötti vágánykapcsolatokon a szerelvények képesek a 100 km/h sebességű kitérő irányú áthaladásra, míg a 15 vágánykapcsolat az összekötő vonalakkal 160 km/h  sebességgel járható. A felsővezetéket 3 kV egyenárammal villamosították, és 16 kilométerenként van a betáplálás alállomásokkal. Az Ansaldo STS-sel szerződést kötöttek a jelző- és biztosítóberendezések kicserélésére az ETCS 2. szintjére 2016 októberében. Javasolták a maximális sebesség 250 km/h-ról 270 vagy 280 km/h-ra történő emelését. Korábban javasolták a felsővezeték újbóli villamosítását 25 kV 50 Hz feszültséggel, de ezt végül elvetették.

## Lásd még
- Treno Alta Velocità